# 皮耶·阿莫亞

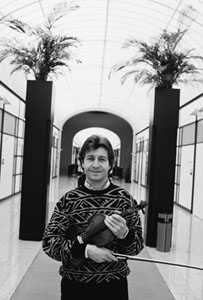
1992年的阿莫亞，攝於洛桑音乐学院

皮耶·阿莫亞（法語：Pierre Amoyal；1949年6月22日—），法國小提琴家，洛桑音樂學院藝術總監。

## 生平
阿莫亞12歲時（1961年）以第一獎成績自巴黎音樂院畢業。1963年獲得內弗（Neveu）大賽，隔年再斬獲帕格尼尼大賽。17歲那年他前往美國洛杉矶，向雅沙·海菲茨習琴達五年之久，且出演了他的室內樂作品錄音。1970年贏得埃內斯庫獎。之後他展開頻繁的旅行演奏，也有為數可觀的錄音作品。阿莫亞與許多指揮家皆有合作，例如乔治·索尔蒂就指揮了阿莫亞的歐洲初登場演出，此外還有布萊茲、卡拉揚等人。
他在巴黎音乐学院和洛桑音乐学院担任小提琴老师，直到2014年6月為止。這之后他則是在萨尔茨堡莫扎特大学和日本任教。
他是洛桑音乐学院的艺术总监。2002年，他创立了洛桑樂集（Camerata de Lausanne），這是一支弦樂團。自1991年起，他还创建并组织了洛桑音乐学院的“小提琴和钢琴大师班”。

## 獲獎與榮譽
- 法國三等藝術與文學勳章，1985年
- 法國一等國家功績勳章，1995年
- Prix du rayonnement de la Fondation vaudoise pour la Culture，2002年
- 洛桑奖，2006年

## 軼事
- 他的用琴是1717年制的斯特拉迪瓦里琴「科尚斯基」（Kochanski）。這把琴曾在1987年遭竊，不過在1991年幸運尋回。